# خورهای گابریک و جاسک
خورهای گابریک و جاسک مجموعه‌ای از خورها در دریای عمان در نزدیکی جاسک در استان هرمزگان هستند. این خورها بخشی از منطقه حفاظت‌شده حرای گابریک و جاسک شرقی و غربی است.
از این خورها می‌توان به خور کنتاکی، خور سورگلم، خور پهنو، خور نوخ تراش (نوک تراش)، خور کهنه، خور نیزه‌ای و خور کاشانی در منطقه گابریک؛ خور چاهرو، خور شهرنو و خور خلاصی در منطقه جاسک شرقی و خور یک بنی در منطقه جاسک غربی اشاره کرد.